# Adlstraß
Adlstraß (auch Straß (8251), Strasſ oder Strass) ist ein Gemeindeteil der Stadt Dorfen im oberbayerischen Landkreis Erding.

## Lage
Die Einöde Adlstraß liegt 7,5 Kilometer nordöstlich von Dorfen.

## Nachhaltige Land- und Forstwirtschaft
Ein Landschafts-Paten-Projekt zur nachhaltigen Land- und Forstwirtschaft wird seit 2015 von der ortsansässigen Interessengemeinschaft Adlstraß e. V. durchgeführt. Es befasst sich unter anderem mit dem Anbau von Aronia-Beerenobst, Hanf, Lavendel und Urgetreide sowie der Renaturierung von Gewässern und Wäldern. Die daraus hergestellten Produkte wie Aroniasaft und Aroniapulver, Hanfsamenöl, Kompost, Lavendelwasser und Lavendelöl sowie fermentierte Ziegenmolke werden am Hof sowie über das Internet vermarktet.

## Bevölkerungsentwicklung

Adlstraß

Adlstraß

In Adlstraß gab es 1871 zehn Einwohner. In der Nachkriegszeit des Zweiten Weltkriegs stieg die Bevölkerungszahl auf 13 Einwohner. Im Mai 1987 lebten dort 7 Einwohner in einem Wohngebäude.
| Jahr      | 1871 | 1925 | 1950 | 1970 | 1987 |
| Einwohner | 10   | 11   | 13   | 5    | 7    |